# Eutimio II di Gerusalemme
Eutimio (... – 13 dicembre 1223 o 1230) è stato un arcivescovo ortodosso bizantino, patriarca di Gerusalemme nella prima metà del XIII secolo.
Non si conosce nulla della vita di questo patriarca, che finì i suoi giorni nel monastero di Santa Caterina sul monte Sinai, come attesta la sua lapide sepolcrale, scritta in greco e arabo, e conservata nel monastero. Eutimio morì all'epoca dell'arcivescovo sinaitico Macario, ma la sua data di morte, benché riportata sulla lapide, è interpretata in modo diverso dagli autori, il 13 dicembre 1223 o 1230. Nello stesso monastero è conservata un'icona raffigurante la Vergine Maria con Mosè e il patriarca Eutimio.
Nella vita di san Sava di Serbia, scritta dal suo contemporaneo e discepolo Domentijan, si racconta dei due pellegrinaggi compiuti dal santo serbo a Gerusalemme, durante i quali incontrò il patriarca Atanasio, successore di Eutimio. Il primo di questi viaggi sarebbe avvenuto nel 1229, cosa che confermerebbe il 1223 come anno di morte di Eutimio.